# Георги Китанов (футболист, р. 1916)
Георги Китанов – Гогето е футболист, полузащитник на Славия и националния отбор. Четирикратен шампион на България (1936, 1939, 1941 и 1943 г.), двукратен носител на купата на страната през 1936 и 1943 г. Бронзов медалист през 1940 и 1942 г. Капитан на отбора през 1941 и 1943 г.